# Pastor Ille Caelestis
La bula Pastor Ille Caelestis fue publicada el 21 de julio de 1512 por el papa Julio II, a petición de Fernando II el Católico, por la que el papa establece amenaza de excomunión a cuantos se alien de Luis XII de Francia, afectando indirectamente a los reyes de Navarra Catalina I de Foix y Juan III de Albret que se arriesgaban a verse desposeidos, a ojos de Roma, de los títulos y dignidades reales. Al mismo tiempo la bula servía para dar legitimidad a la conquista de Navarra. Sin embargo, Fernando el Católico «publicó un manifiesto en que, haciendo expresa invocación de la misma, tomaba el título de rey de Navarra.»

## Contexto histórico
Durante todo el año anterior, Luis XII de Francia y el Emperador Maximiliano habían intentado sin éxito que los reyes de Navarra abandonaran su posición neutral en el conflicto que enfrentaba a aquellos con España (Castilla y Aragón) y la Santa Sede. En la primavera de ese año, muerto Gastón de Foix el 11 de abril en la batalla de Rávena, cuyos discutidos derechos habían servido al rey francés para presionar a Navarra, la situación cambia ya que la depositaria de esos derechos pasaba a ser la hermana de Gastón, Germana de Foix y, en la práctica, su marido: Fernando el Católico. Se produce entonces un acercamiento entre el rey francés y los navarros, que intentan firmar tratados defensivos con Francia y España que aseguren su neutralidad. Fernando, insiste ante el Papa en el peligro que supone para su propia seguridad una alianza entre los reyes de Francia y de Navarra, y se presenta como defensor de la Santa Sede. Se dirige al Papa para que le envíe dos bulas, una que conceda indulgencia plenaria a quienes tomen parte en la guerra y otra para publicar en Navarra y el Bearne (asociado al trono navarro por entonces), excomulgando a quienes ayuden al rey de Francia.
A pesar de las presiones diplomáticas de Fernando y de ser un pontífice favorable al rey Católico, el papa Julio II se resistió a complacerle:

Mientras tanto Fernando seguía apremiando a su embajador en Roma para que se le envíen los breves y bulas pedidos, pues mientras ellos hacen la guerra, el Papa no le ayuda con las armas espirituales "que no le cuestan sino pergamino y tinta y son para justificar más la causa" [...] y si a pesar de todo se ligan con Luis XII, como se teme, entonces pide una bula para que sean excomulgados "con conminación de privarles de aquellos estados como si, dicho es, fuessen contra la Iglesia".
(José María Lacarra, Historia Política del Reino de Navarra)

Estos argumentos, y otros, los repite Fernando el 8 de junio, tres días después de lo anterior. El 13 de ese mes, las tropas del Duque de Alba llegan a Vitoria sin que en Navarra se haya tomado ninguna medida defensiva. El 20, Juan y Catalina de Navarra advertían a las Cortes de lo que se avecinaba, el 28 Fernando da un ultimátum para que se dé paso por Navarra —para atacar a Francia— a las tropas castellano-aragonesas e inglesas aliadas (lo que hubiera equivalido a romper la neutralidad), y los reyes de Navarra, vista la situación ya irreversible, tratan de firmar un tratado con el rey francés que mantenga la neutralidad pero asegure, en caso de conflicto, la ayuda francesa. Ese tratado se firma en Blois el 18 de julio, ocho días después de la primera acción bélica española en el interior de Navarra (10 de julio en Goizueta). Al día siguiente, las tropas del Duque de Alba entran en Navarra, precedidas de una campaña propagandística de Fernando que publica una versión del tratado con puntos ciertos, otros exagerados y otros más falsos, justificando su intervención. Las tropas inglesas del Marqués de Dorset, sin embargo, no intervienen, ya que en palabras de Lacarra "le repugnaba atacar Navarra". Las Cortes, sólo el 17 de julio habían aprobado un presupuesto extraordinario (créditos para la guerra), para armar un ejército.

## Promulgación de la bula
Aunque suele pasar más desapercibida, se publicó una primera bula, Et si hii qui Christiani nominis, con un tenor demasiado genérico que llevado a confundirla con la segunda bula, dictada el mismo día conocida como la Pastor Ille Caelestis, que pudo llegar a manos de Fernando a finales de ese mes o principios del siguiente, con la intervención militar en marcha y cuando ya había caído Pamplona y más de medio reino. En ella tan sólo se amenaza de excomunión pero no se excomulgaba a los reyes de Navarra pues ni siquiera se nombra expresamente a Navarra.  
El interés principal del papa era el rey Luis XII de Francia, cabeza del bando contrario en las guerras de Italia, pero para contentar a Fernando lanza una bula genérica advirtiendo a los vascos y cántabros y gentes circunvecinas, que siempre fueron devotísimos de dicha Santa Sede, que se aparten de la alianza con cismáticos bajo pena de excomunión latae sententiae, en la que incurrirán [...] todos los que obraren en contra [...] pasados tres días a contar del día en que debe hacerse la publicación de las presentes en las Iglesias de Zaragoza, Calahorra, Burgos y Elna o en alguna de ellas. 
Esta bula, que no se manda publicar en Navarra por indicación expresa del Pontífice, y en contra de los deseos transmitidos por Fernando, es la que éste hace llegar a Tudela en septiembre de 1512, cuando la ciudad es prácticamente el último punto de resistencia a la ocupación. El manifiesto que publica Fernando el 31 de julio, no hace aún mención a la bula, pero los argumentos que vendrán en ella los expone Fernando, junto con la mención al tratado de alianza que había firmado con el papa (Santa Liga), lo que permite suponer que tenía como un conocimiento previo del contenido de la bula. Pero como dice María Puy Huici:

Las bulas no pudieron usarse para la conquista porque ésta se había realizado antes de que vinieran aquellas. Fernando, en las cartas viene a decir que, con bulas o sin ellas, entrará en Navarra.
(María Puy Huici Goñi, En torno a la conquista de Navarra)

A este respecto, María Isabel Ostolaza Elizondo puntualiza:

El pontífice Julio II se demoró en su expedición hasta comienzos de 1513, y así se demuestra tanto en la obra de Boissonade como en la recopilación documental de Terrateig. En realidad se expidieron dos bulas, la que se denomina Exigit contumaciam en 18 de febrero de 1513, y la Pastor ille coelestis de 21 de junio de 1513 que contiene el decreto de excomunión. Aunque Dn. Fernando se basaba en ellas para legitimar su nueva conquista, no estuvieron preparadas hasta el final de la fase militar, demostrándose con ello que el pontífice quiso asegurarse de que la posición fernandina se mantenía firme, para evitar un traspiés diplomático con Francia en caso de fracasar los planes del Católico.
María Isabel Ostolaza Elizondo, 2008

## Consecuencias
En sí misma la bula dejaba caer sobre el reino de Navarra una velada amenaza de excomunión en tanto que sus monarcas apoyaban al rey francés contra quién iba expresamente dirigido este documento. No obstante, Fernando II de Aragón, entre el 24 y 31 de agosto siguientes, publica su manifiesto donde tomaba el título de rey de Navarra en base a esta bula. Con todo, no resultaba suficiente su promulgación para el monarca español puesto que el 26 de octubre «volvió a apremiar a su embajador en Roma para que le enviara otra bula más explícita referente a la concesión del reino de Navarra, "que si S.S. agora no me otorgasse lo que justamente me puede y debe otorgar, no habría quien daquí adelante quisiesse ponerse en peligro por ayudar a la Iglesia y parecería que yo quedaba burlado de S.S., lo que no podría creer"».